# Albert Peter
Gustav Albert Peter, född den 21 augusti 1853 i Gumbinnen, död den 4 oktober 1937 i Göttingen, var en tysk botaniker som under 1890-talet gjorde viktiga bidrag inom familjerna Compositae, Convolvulaceae, Hydrophyllaceae och Polemoniaceae. Han har fått släktet Peterodendron uppkallat efter sig.
Auktorsnamnet Peter kan användas för Albert Peter i samband med ett vetenskapligt namn inom botaniken; se Wikipediaartiklar som länkar till auktorsnamnet.